# Emerald Sword
"Emerald Sword" prvi je singl talijanskog simfonijskog metal sastava Rhapsody of Fire. Singl je objavljen 9. rujna 1998. godine, kao prvi singl s drugog albuma sastava Symphony of Enchanted Lands, a objavila ga je diskografska kuća Limb Music.

## Popis pjesama
| 1.    | »Emerald Sword«                          | Luca Turilli | Turilli, Alex Staropoli | 4:21 |
| 2.    | »Where Dragons Fly«                      |              |                         | 4:34 |
| 3.    | »Land of Immortals« (preuređena verzija) |              |                         | 4:51 |
| 13:46 |                                          |              |                         |      |

## Zasluge
Rhapsody of Fire
- Fabio Lione – vokali
- Luca Turilli – gitara, akustična gitara, zborski vokali
- Alex Staropoli – klavijature, čembalo, klavir, zborski vokali
- Daniele Carbonera – bubnjevi
- Alessandro Lotta – bas-gitara

Dodatni glazbenici
- Sascha Paeth – akustična gitara, mandolina, balalajka
- Erik Steenbock – bubnjevi (za koračnice)
- Miro – zborski vokali

Ostalo osoblje
- Sascha Paeth – produciranje
- Miro – produciranje
- Luca Turilli – tekst
- R. Limb Schnoor – izvršni producent
- Kohlbecher & Partner Digital Design – dizajn
- Karsten Koch – fotografija
- Eric Philippe – ilustracije